# 萊拉赫峰

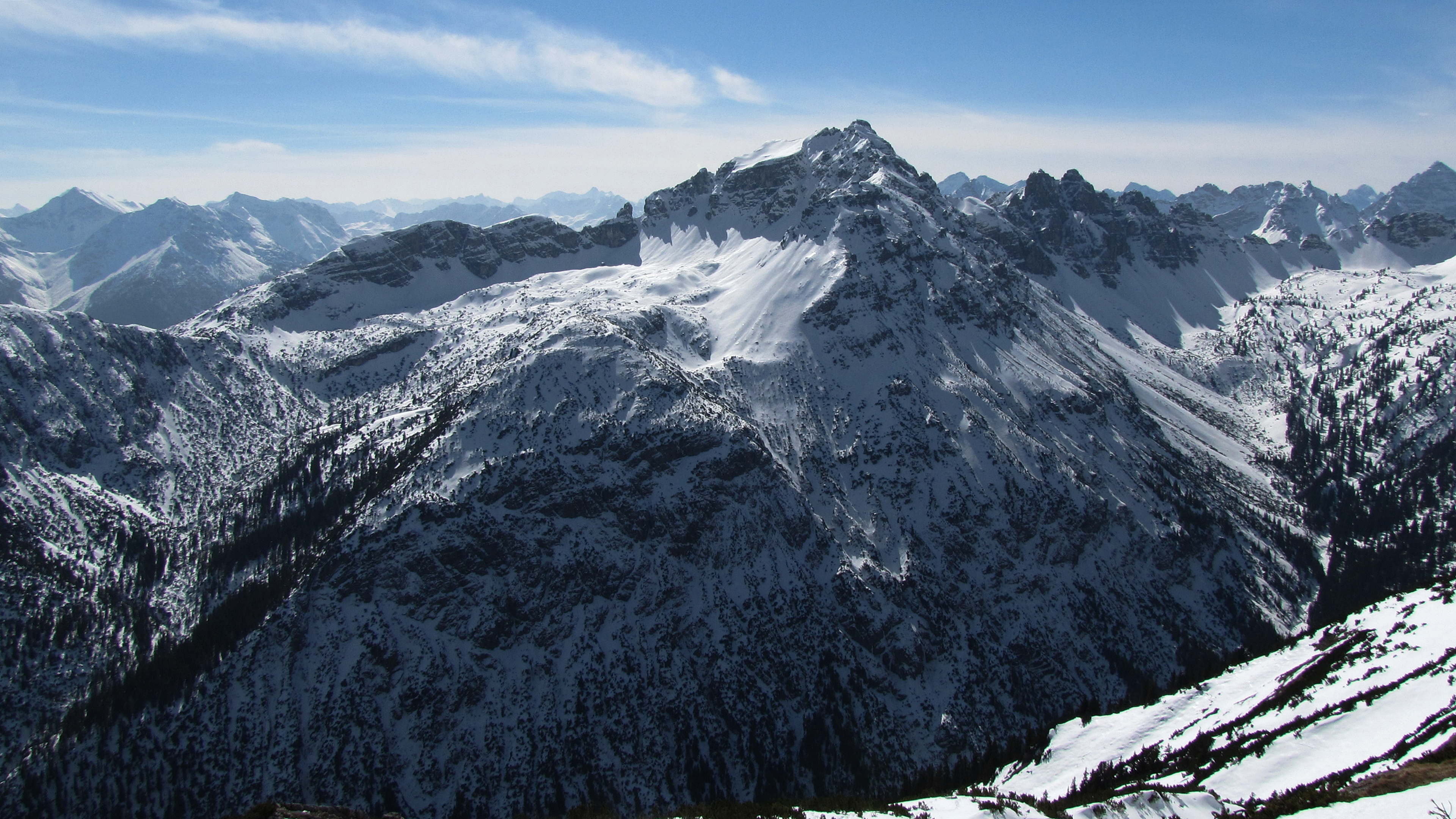

47°26′19″N 10°32′46″E / 47.43861°N 10.54611°E
萊拉赫峰（德語：Leilachspitze），是奧地利的山峰，位於該國西部，由蒂羅爾州負責管轄，屬於阿爾高阿爾卑斯山脈的一部分，海拔高度2,274米，山體在三疊紀時期形成。